# ISION

Ehemaliges ISION-Gebäude an der Kieler Förde

Die ISION Internet AG war ein Internet-Dienstleister mit Sitz in Hamburg und Kiel. In Spitzenzeiten hatte das Unternehmen 800 Mitarbeiter und erwirtschaftete einen Umsatz von knapp 100 Millionen Euro.
Das Unternehmen wurde im Jahr 1998 gegründet und war mehrheitlich im Besitz der Distefora Holding, als im März 2000 ein Teil des Unternehmens am Frankfurter Neuen Markt an die Börse gebracht wurde. ISION hatte zu dieser Zeit etwa 30.000 Geschäftskunden, darunter Unternehmen wie Tchibo, Bertelsmann, den Spiegel-Verlag und die Tomorrow-Focus AG. Das Unternehmen verfügte über einen eigenen Backbone mit über 200 Einwahlknoten und einem flächendeckenden Betriebsnetz in Deutschland, Österreich und Großbritannien. Im Dezember desselben Jahres wurde ISION dann für insgesamt 812 Millionen Euro vom britischen Konkurrenten Energis Communications Limited übernommen.
Im März 2002 wurde eine drohende Insolvenz durch eine verbindliche Zusage der Muttergesellschaft Energis Communications abgewendet, doch bereits einen Monat später stellte Energis Communications die Finanzierung ein und ISION ging in die Insolvenz. Das Hamburger Rechenzentrum und 115 Mitarbeiter wurden im Sommer zum Preis von 3,4 Mio. Euro vom britischen Unternehmen Easynet übernommen.
Von der britischen Energis Communications wurden später Vorwürfe erhoben, dass der Kurs vor der Übernahme künstlich in die Höhe getrieben wurde, indem Scheinumsätze von mehr als 10 Millionen Euro getätigt wurden. Namentlich wurde der Großaktionär der Distefora Holding, Alexander Falk, angeklagt und wegen versuchten Betrugs und Bilanzfälschung zu vier Jahren Gefängnis verurteilt.
Die Aktien des Unternehmens waren noch dreizehn Jahre nach der Insolvenz handelbar, die Börsennotierung wurde im September 2015 eingestellt.